# Lubartów
Lubartów là một thị trấn thuộc huyện Lubartowski, tỉnh Lubelskie ở đông-nam Ba Lan. Thị trấn có diện tích 14 km². Đến ngày 1 tháng 1 năm 2011, dân số của thị trấn là 22545 người và mật độ 1621 người/km².